# Toyota Sienta
Toyota Sienta (яп. トヨタ・シエンタ, хэпбёрн Toyota Shienta) — субкомпактвэн со сдвижными дверями, производящийся компанией Toyota с сентября 2003 года на базе Toyota Vitz. Продаётся в Японии, Гонконге, Сингапуре, Индонезии, Тайване, Лаосе и Таиланде.

## Первое поколение (XP80; 2003—2015)
Первое поколение Toyota Sienta было представлено 29 сентября 2003 года в Японии. По параллельному импорту автомобили поставлялись в Гонконг, Индонезию и Сингапур.
16 мая 2006 года автомобиль прошёл рестайлинг. Были добавлены новые цвета: зелёный, серый и синий. Двери открывались с помощью электропривода.
За всю историю производства автомобиль Toyota Sienta оснащался бензиновым двигателем VVT-i объёмом 1,5 л, мощностью 82 кВт (111 л. с.) при 6000 об/мин. Двигатель сочетался в паре с вариатором. В стандартную комплектацию входили ABS и EBD.
В 2007 году в Японии опционально были доступны G-BOOK и телематика.
В ноябре 2010 года автомобиль был снят с производства, затем в мае 2011 года производство было возобновлено до июня 2015 года.

### Галерея

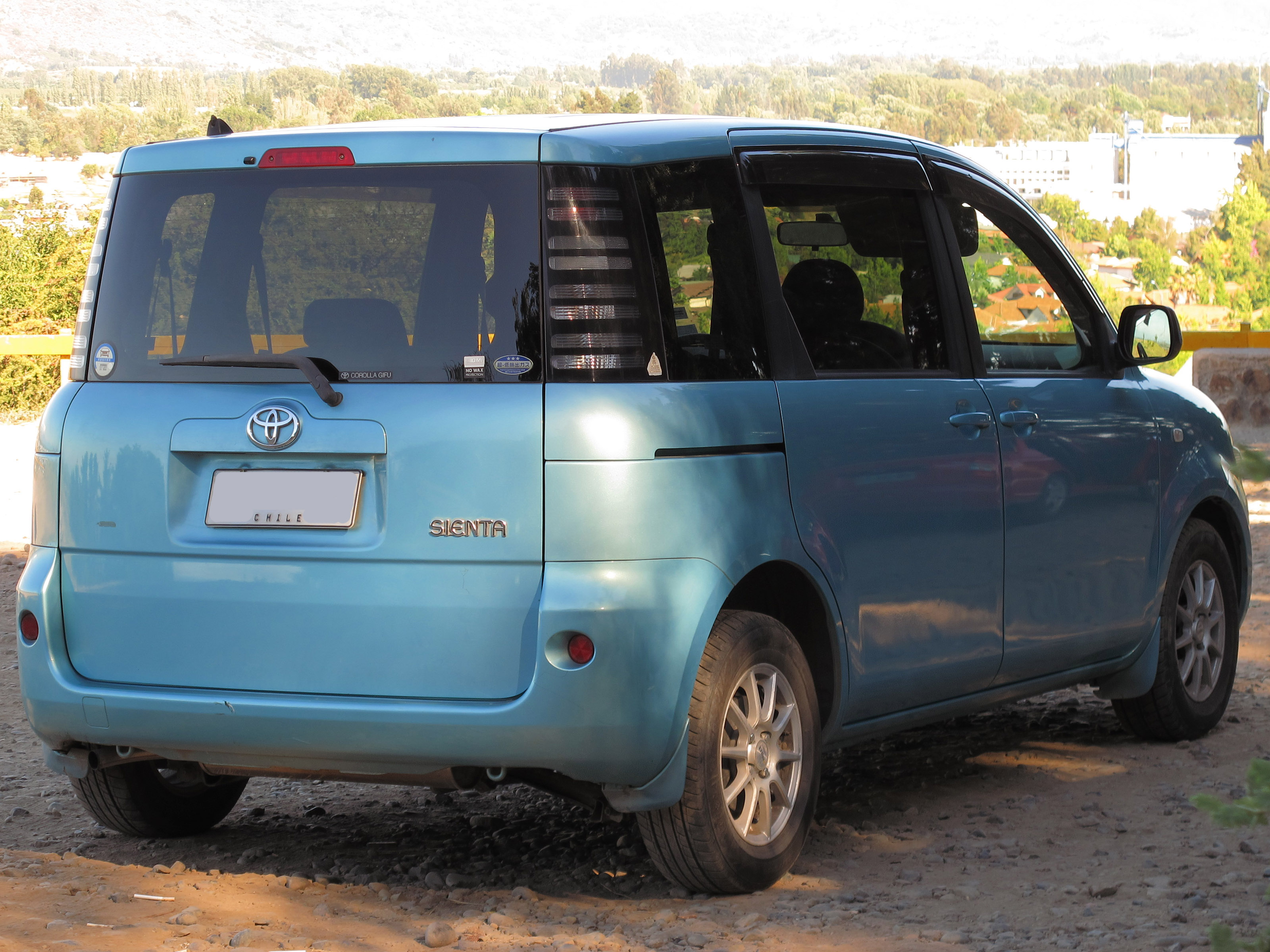
2003—2006 Sienta (Япония)
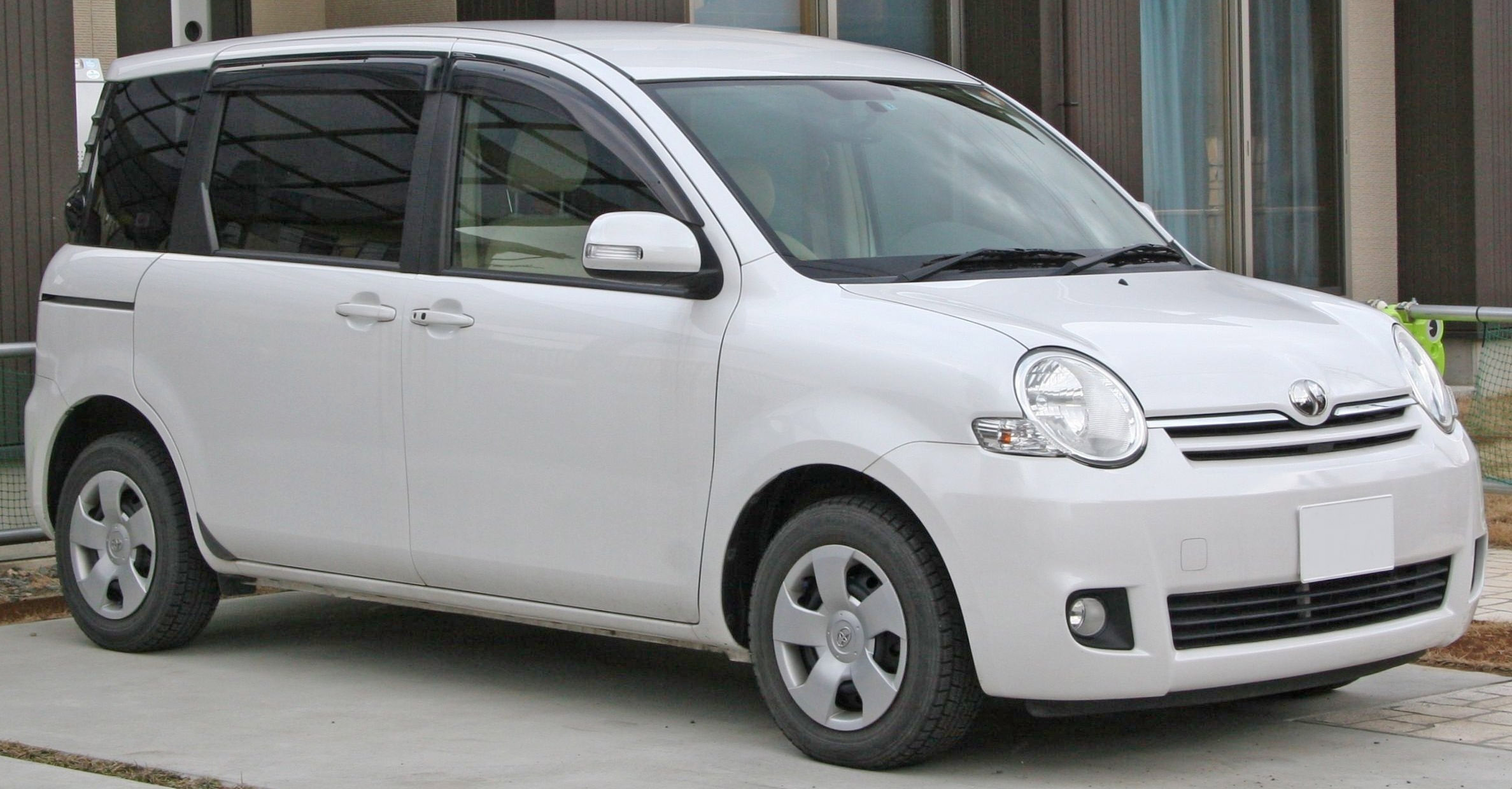
2006—2010 Sienta (Япония)
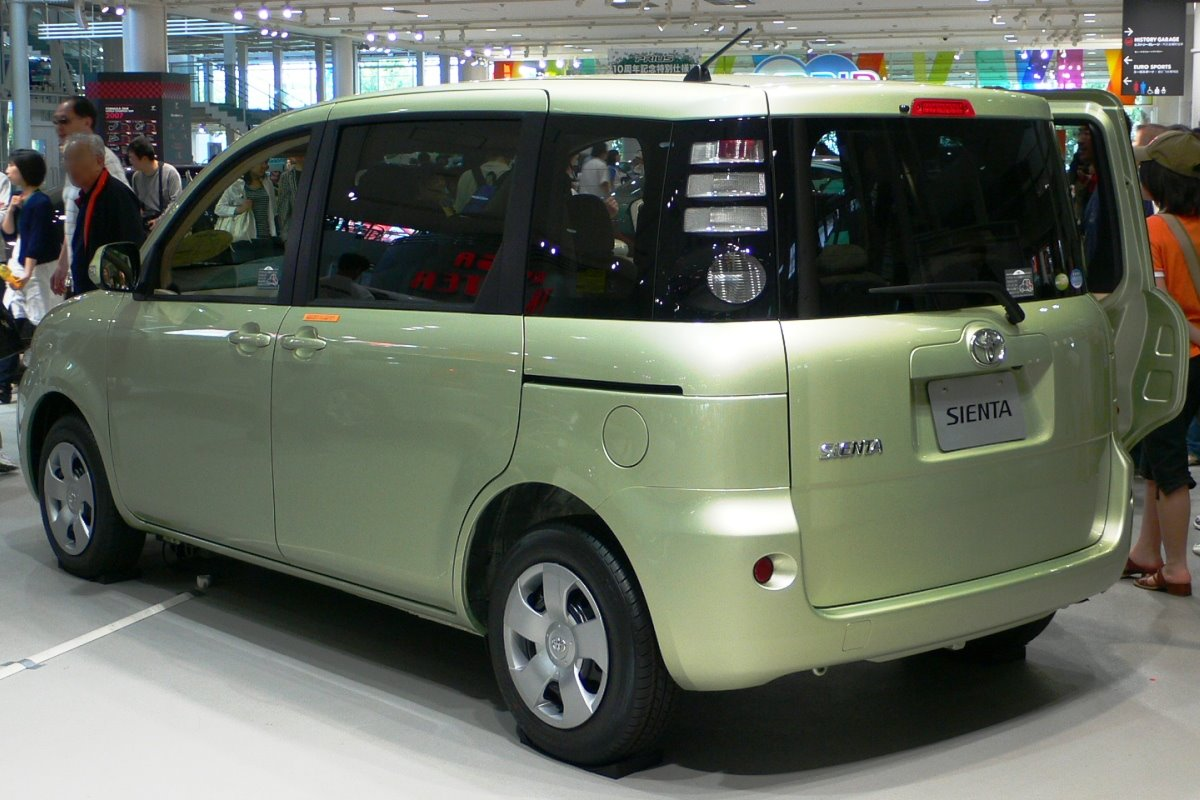
2006—2010 Sienta (Япония)
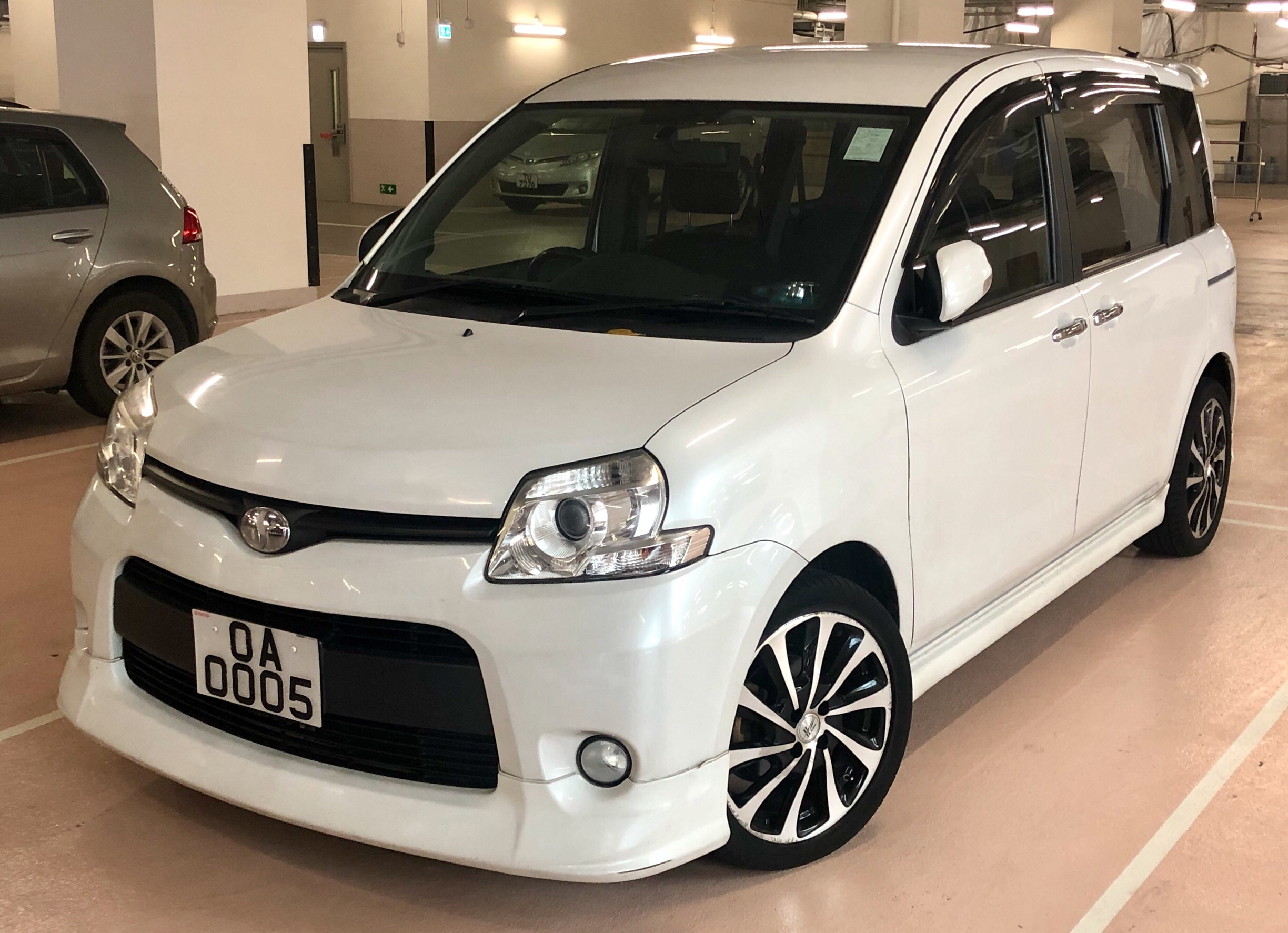
2011—2015 Sienta Dice (Гонконг)
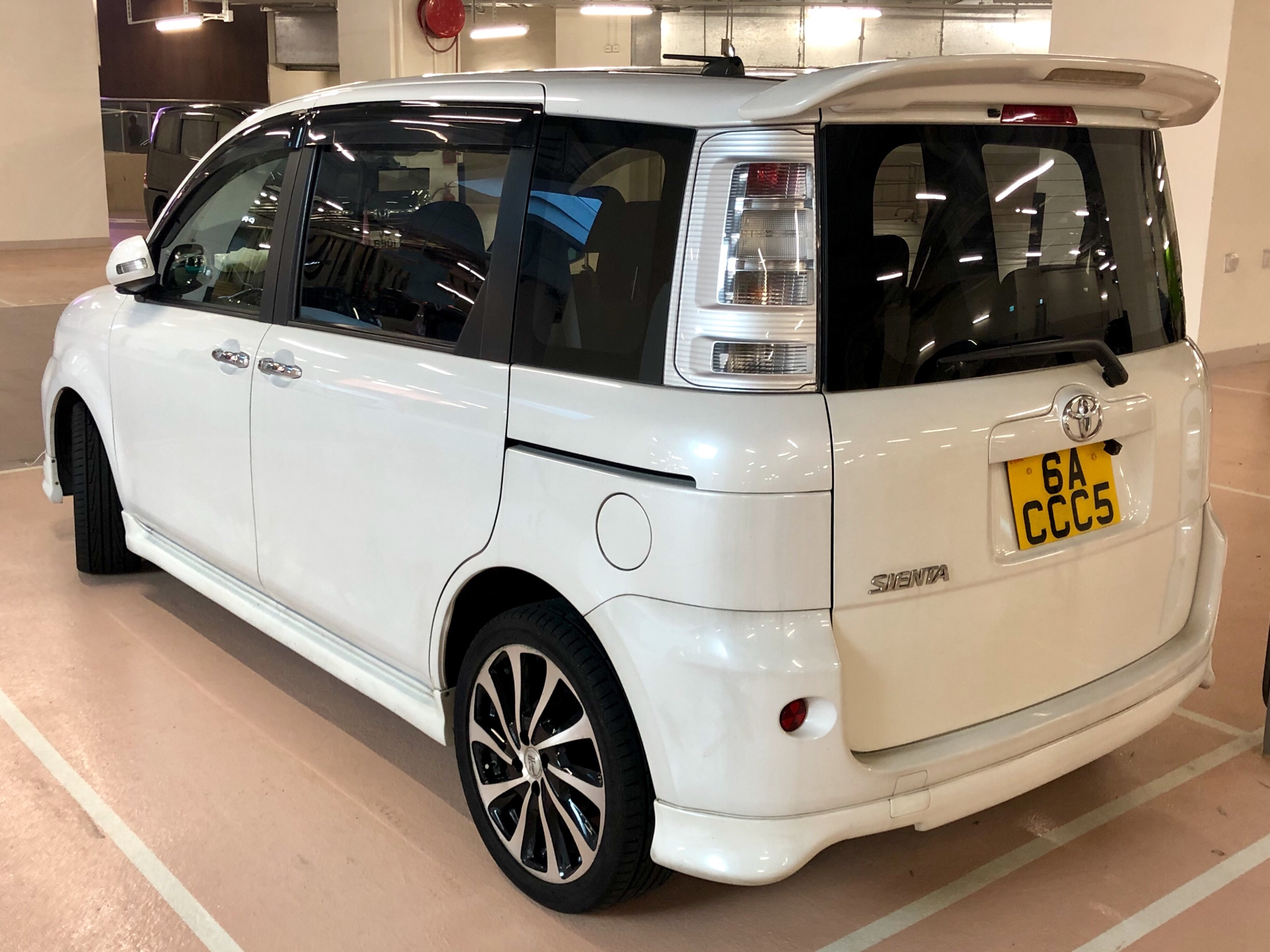
2011—2015 Sienta Dice (Гонконг)
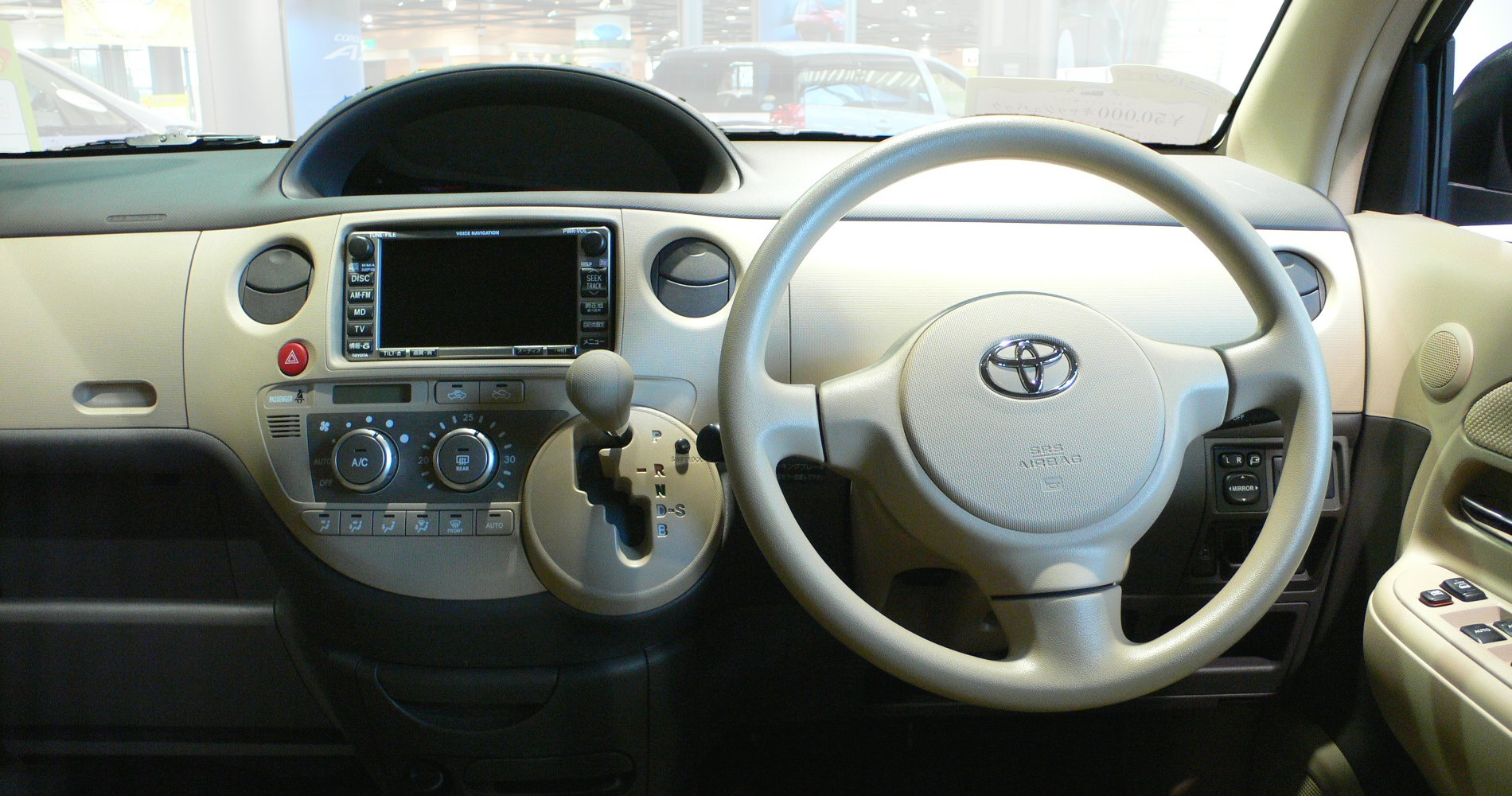
Интерьер

## Второе поколение (P17x; 2015—2023)
Второе поколение Toyota Sienta было представлено 9 июля 2015 года. Его вместимость составляла 5—7 мест, а расход топлива составляет 5—6 л на 100 км. Также существует гибридный автомобиль в конфигурации FWD, расход топлива который составляет 4—5 литров на 100 км по результатам испытаний JC08. До июля 2022 года автомобиль продавался в Японии, а с июня 2016 по 2023 год — в Индонезии. С октября 2016 года автомобиль продаётся на Тайвани. 

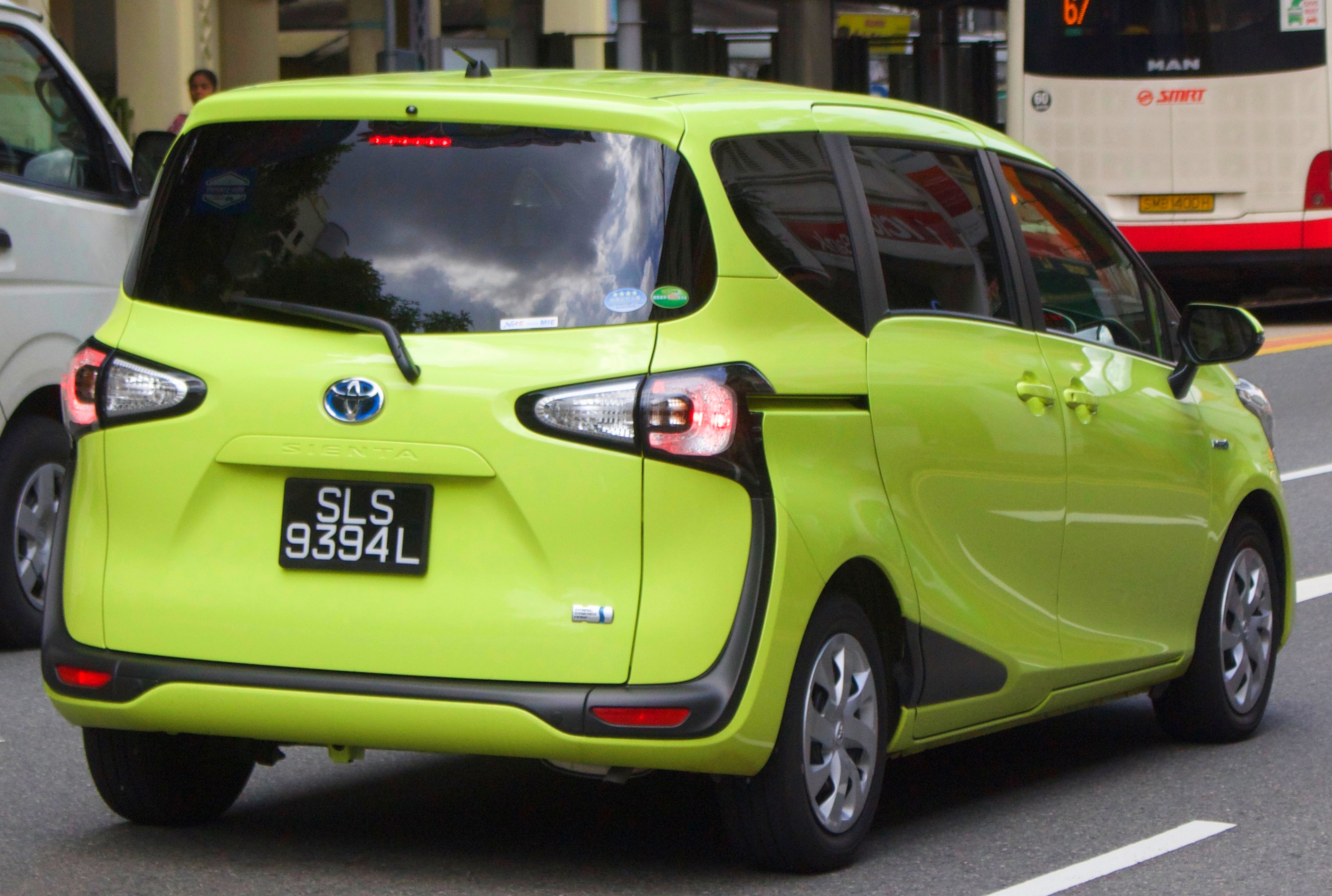
2016 Sienta Hybrid (NHP170G)
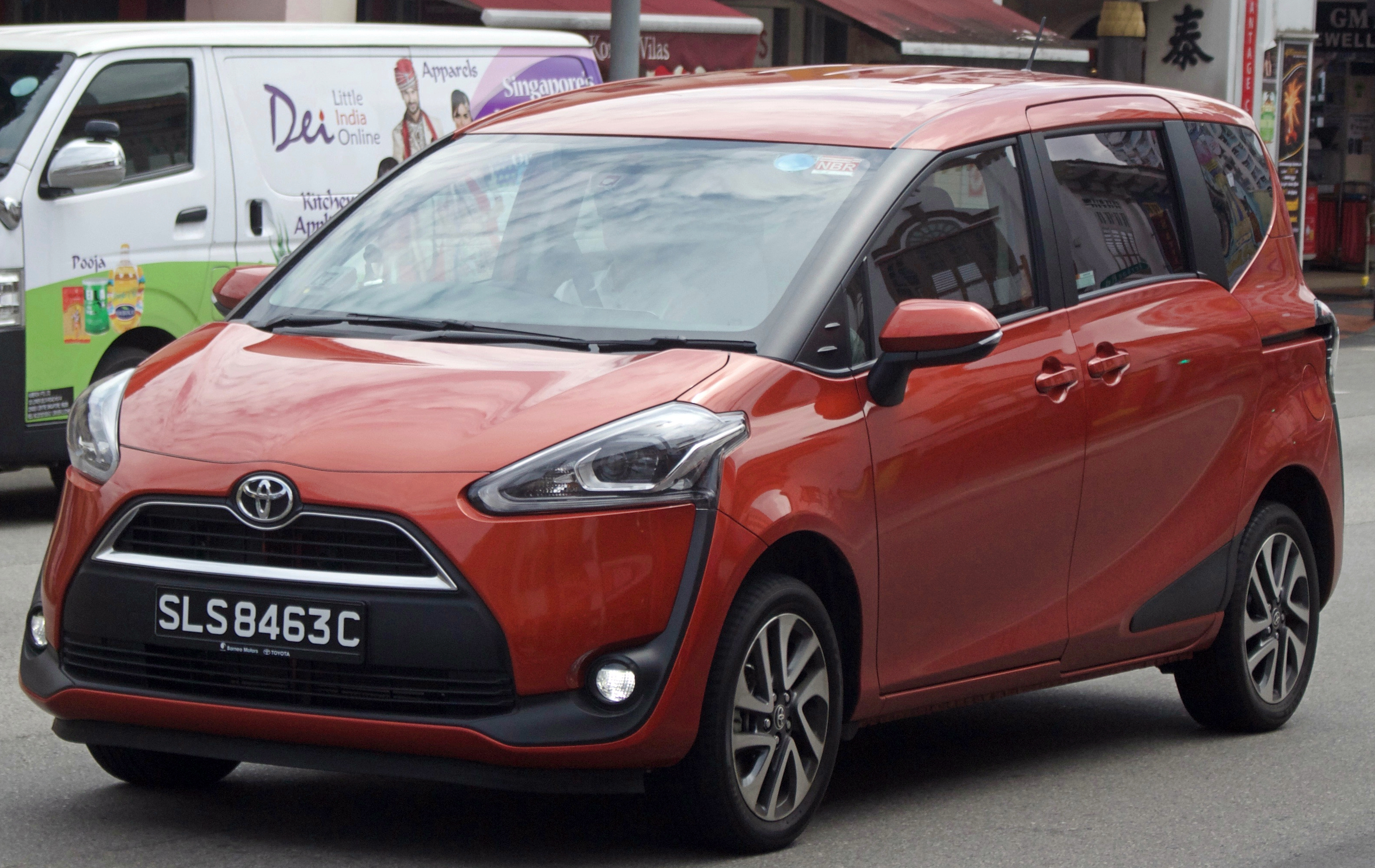
2017 Sienta 1.5 V (NSP170)
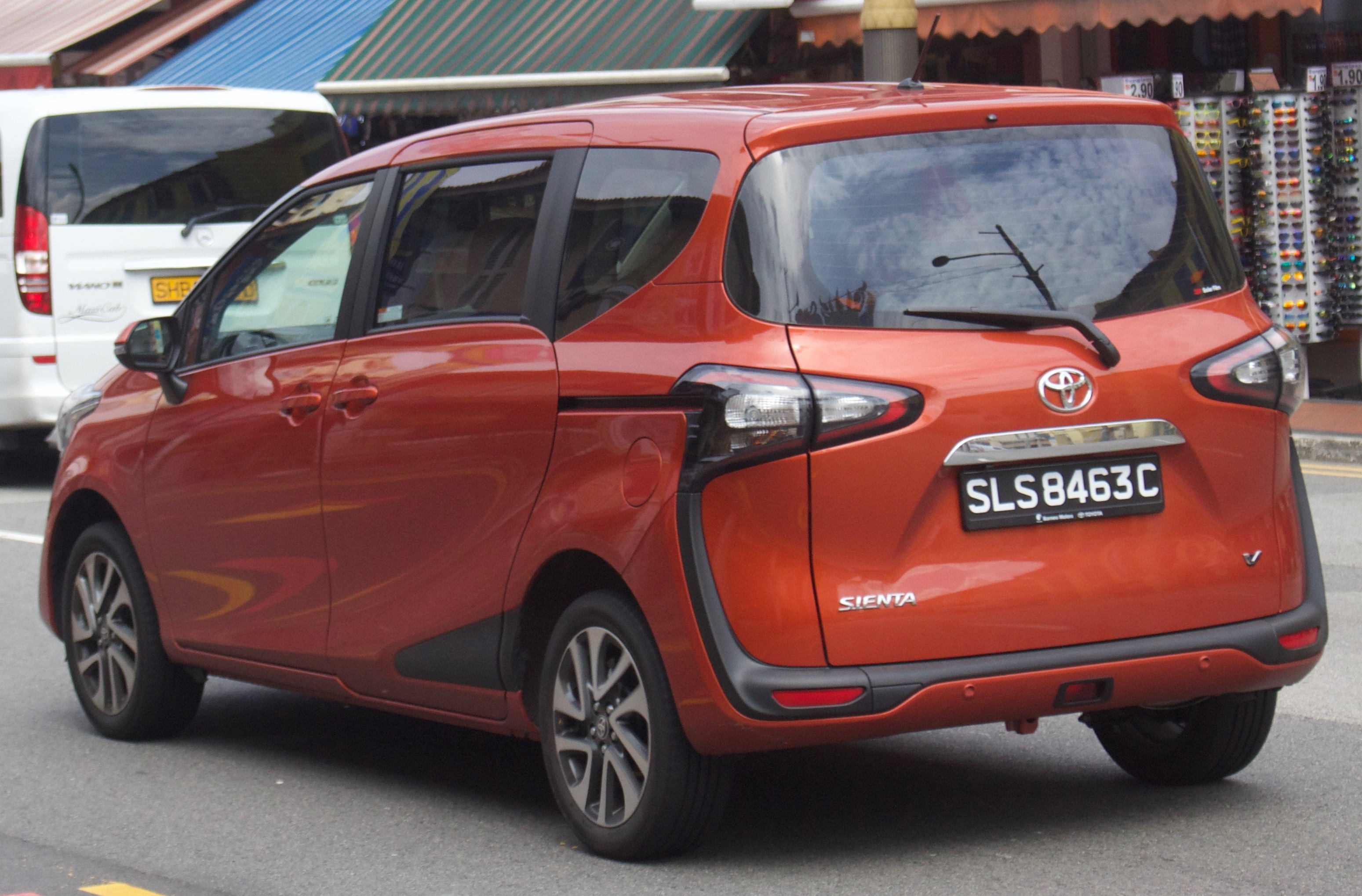
2017 Sienta 1.5 V (NSP170)
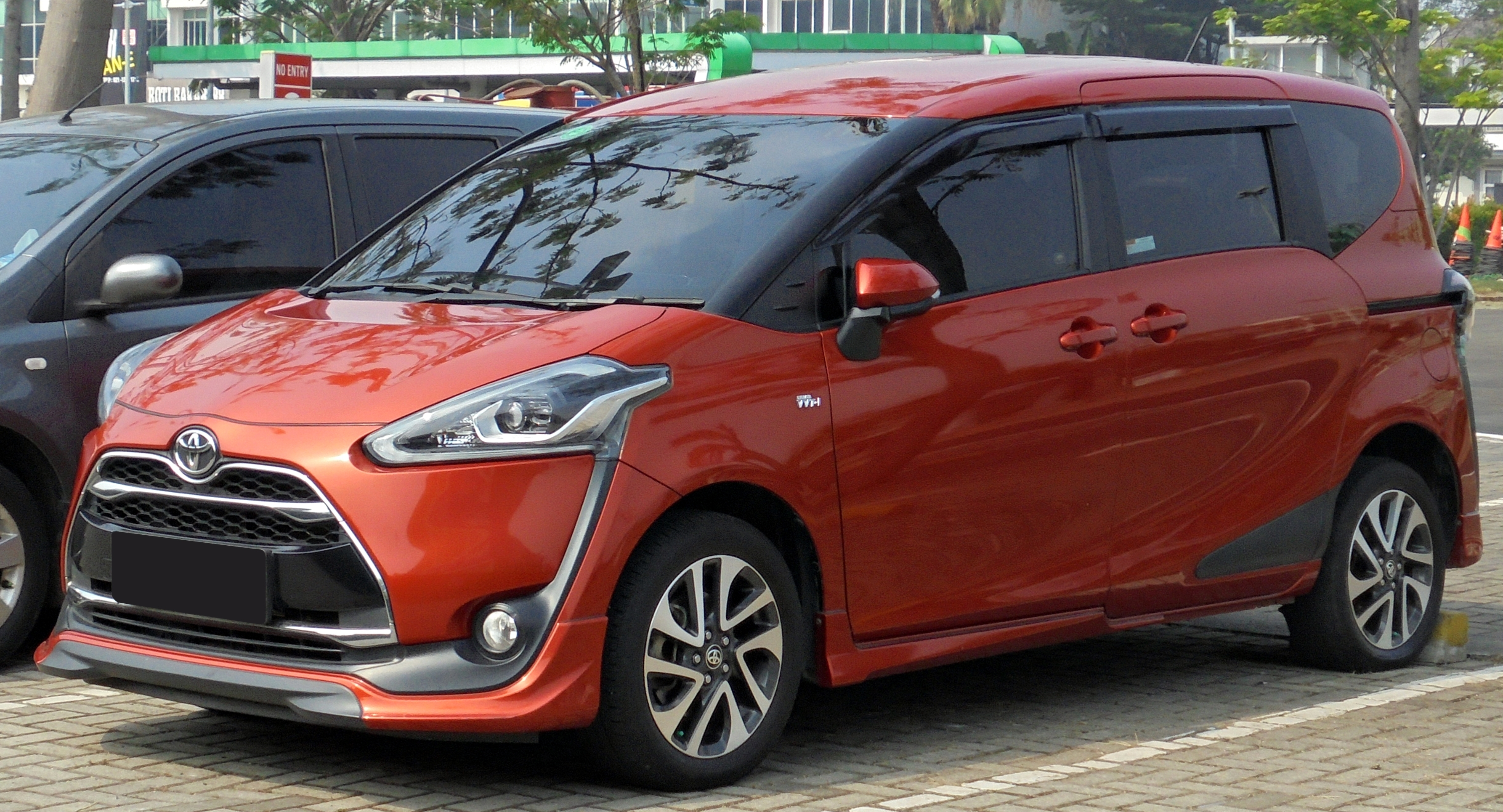
2017 Sienta 1.5 Q (NSP170)
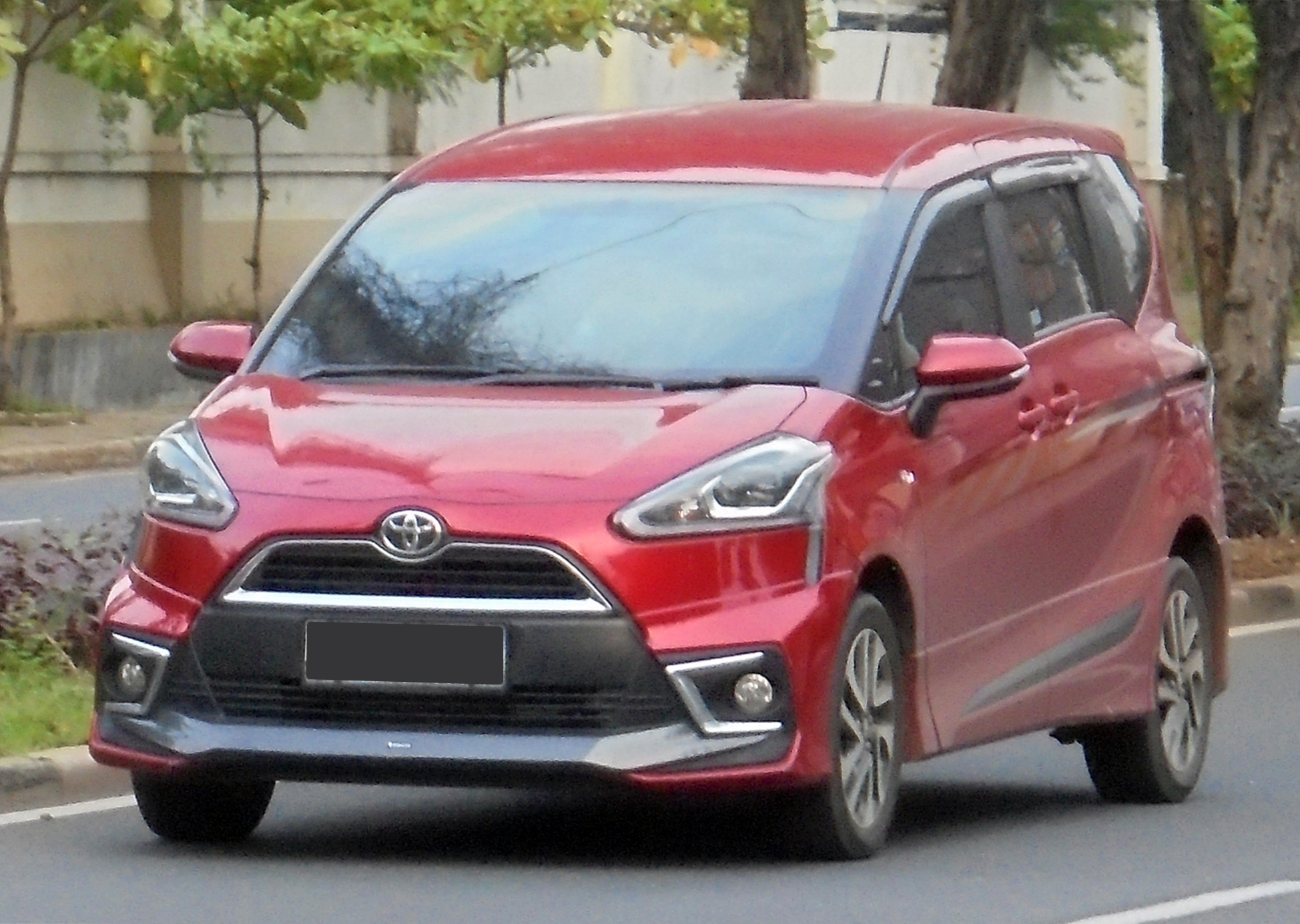
2017 Sienta 1.5 Q Limited (NSP170)
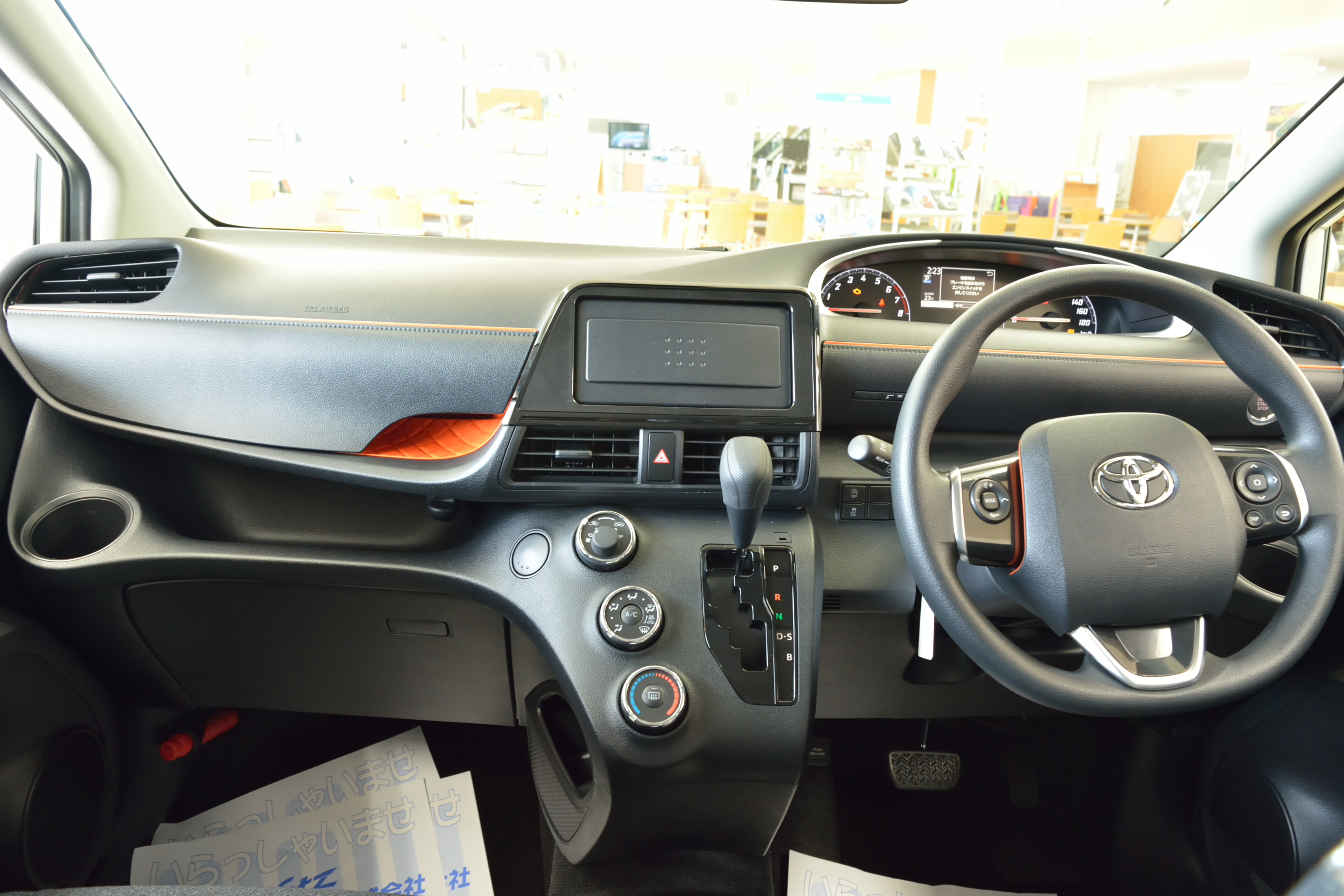
2015 Sienta X (интерьер)

11 сентября 2018 года автомобиль прошёл рестайлинг. В модельный ряд была добавлена 5-местная модификация Funbase.

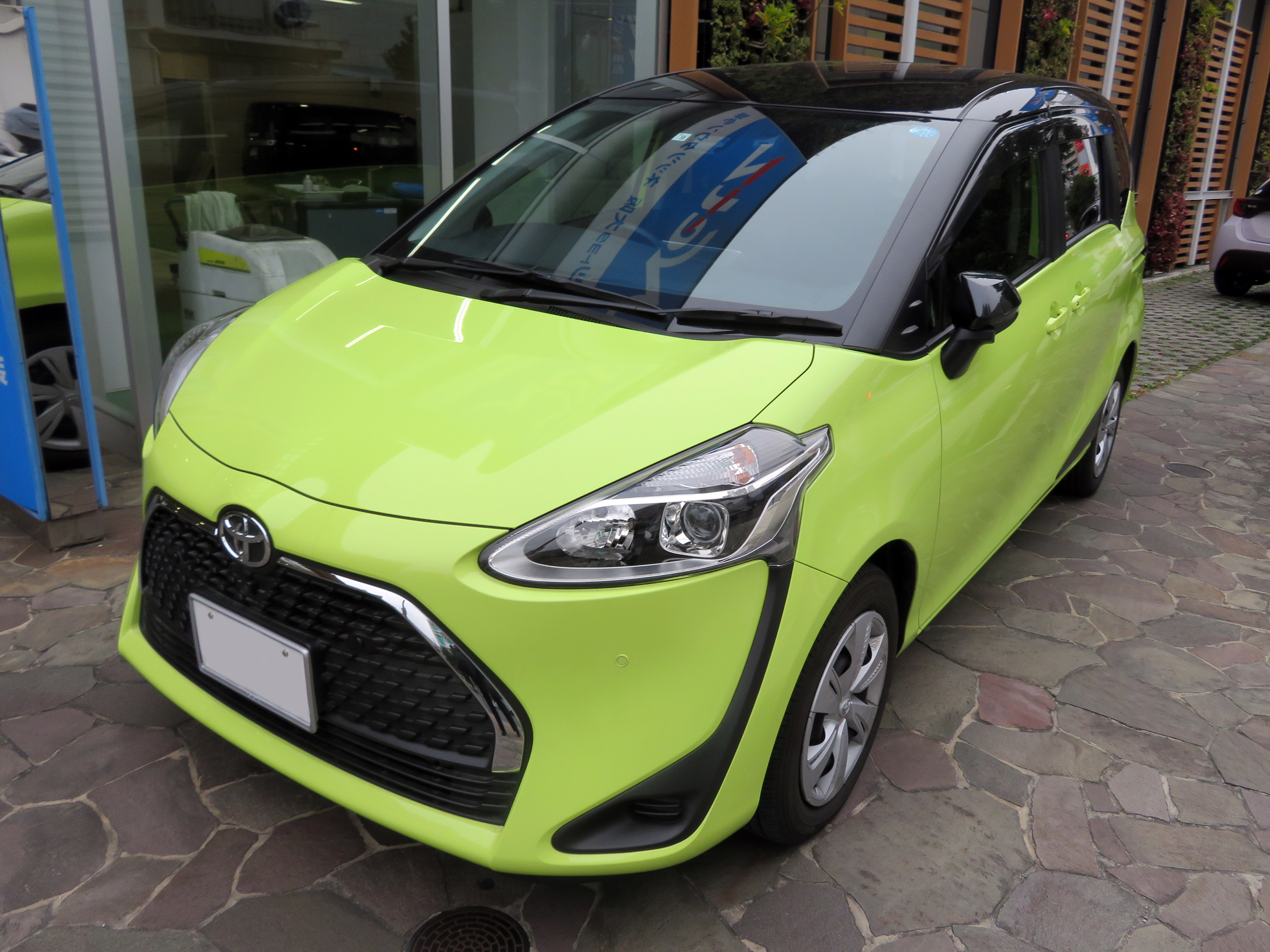
Sienta Funbase X (NSP170G)
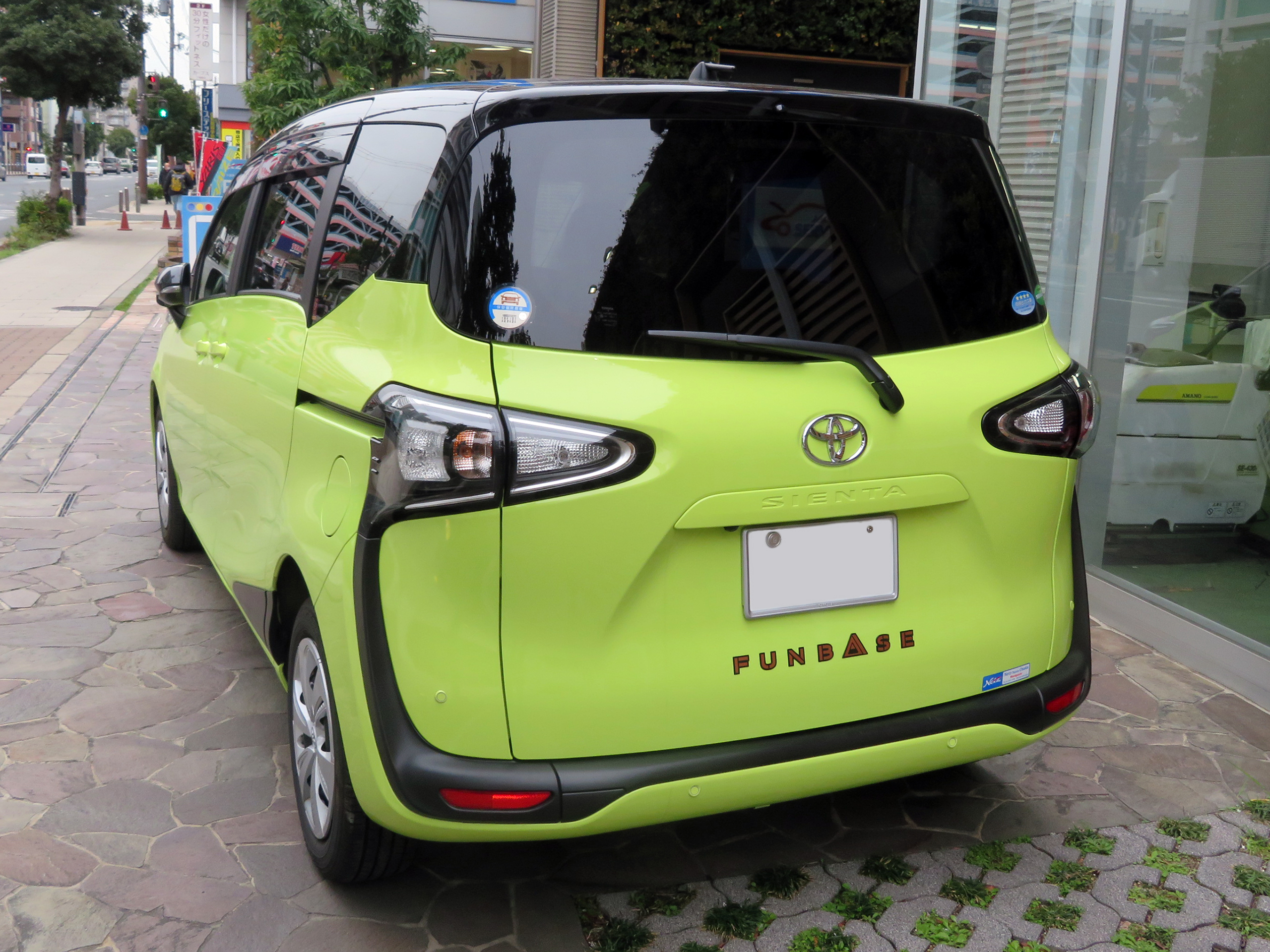
Sienta Funbase X (NSP170G)
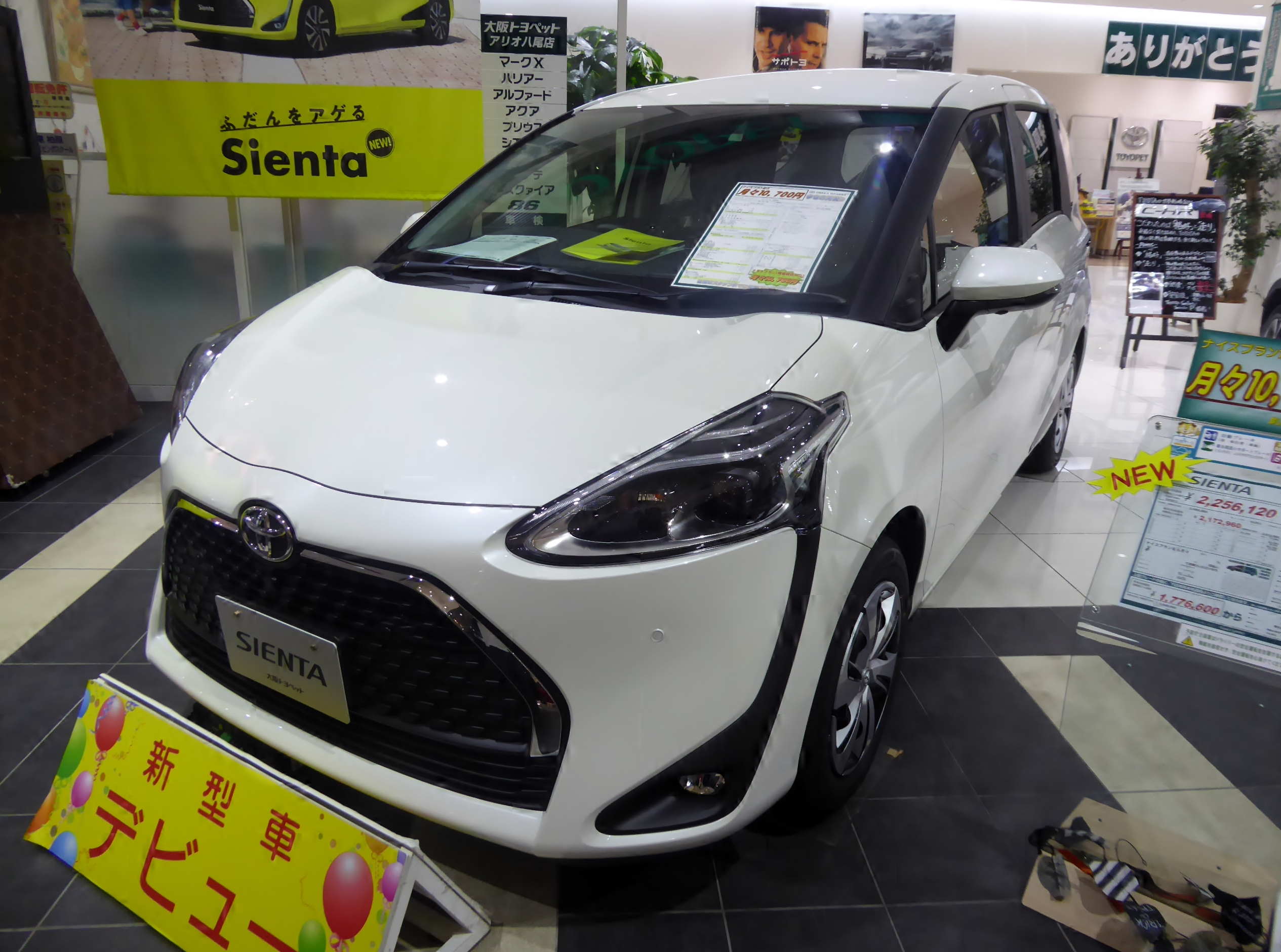
2018 Sienta G Cuero (NSP170G)
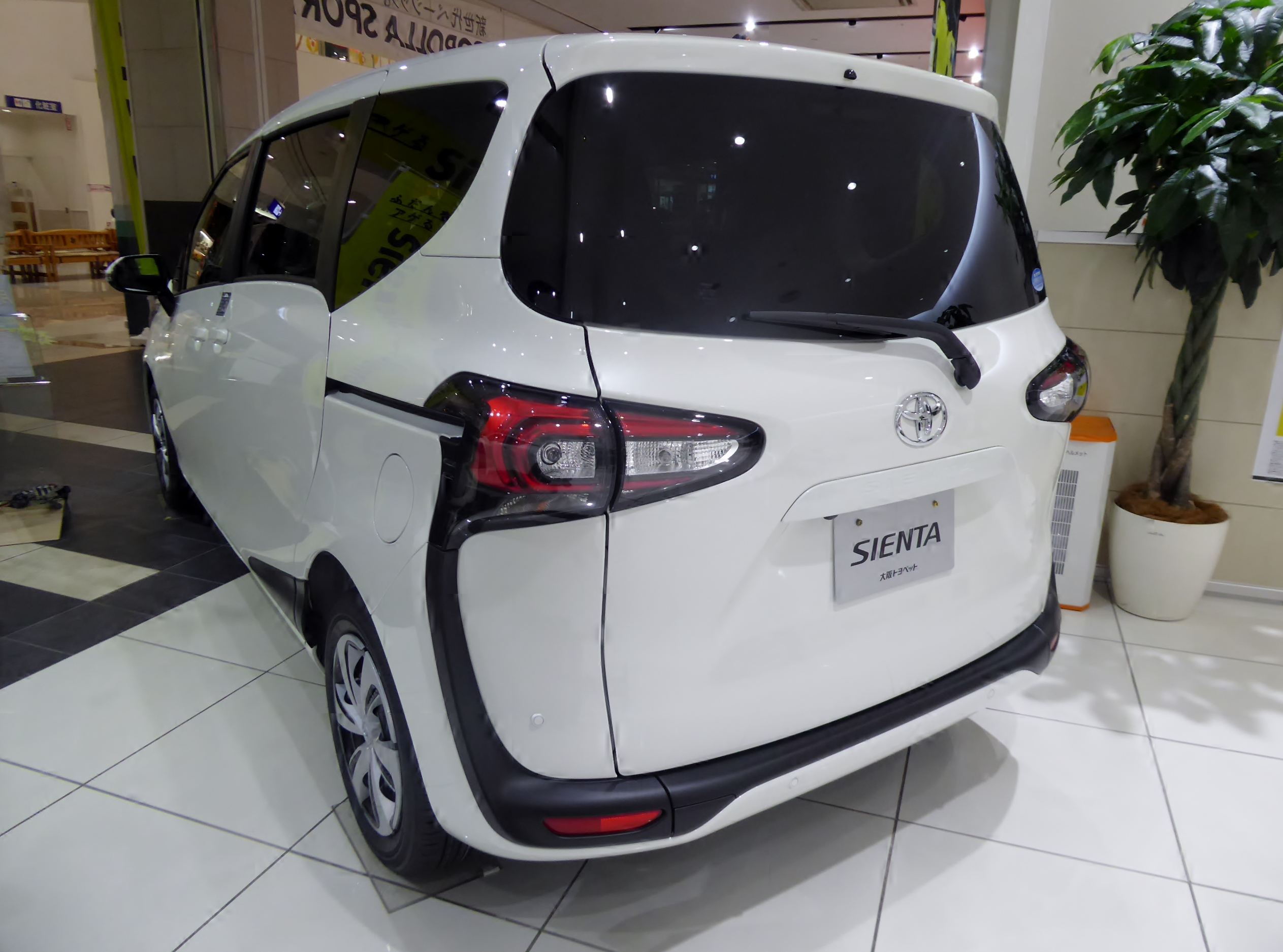
2018 Sienta G Cuero (NSP170G)
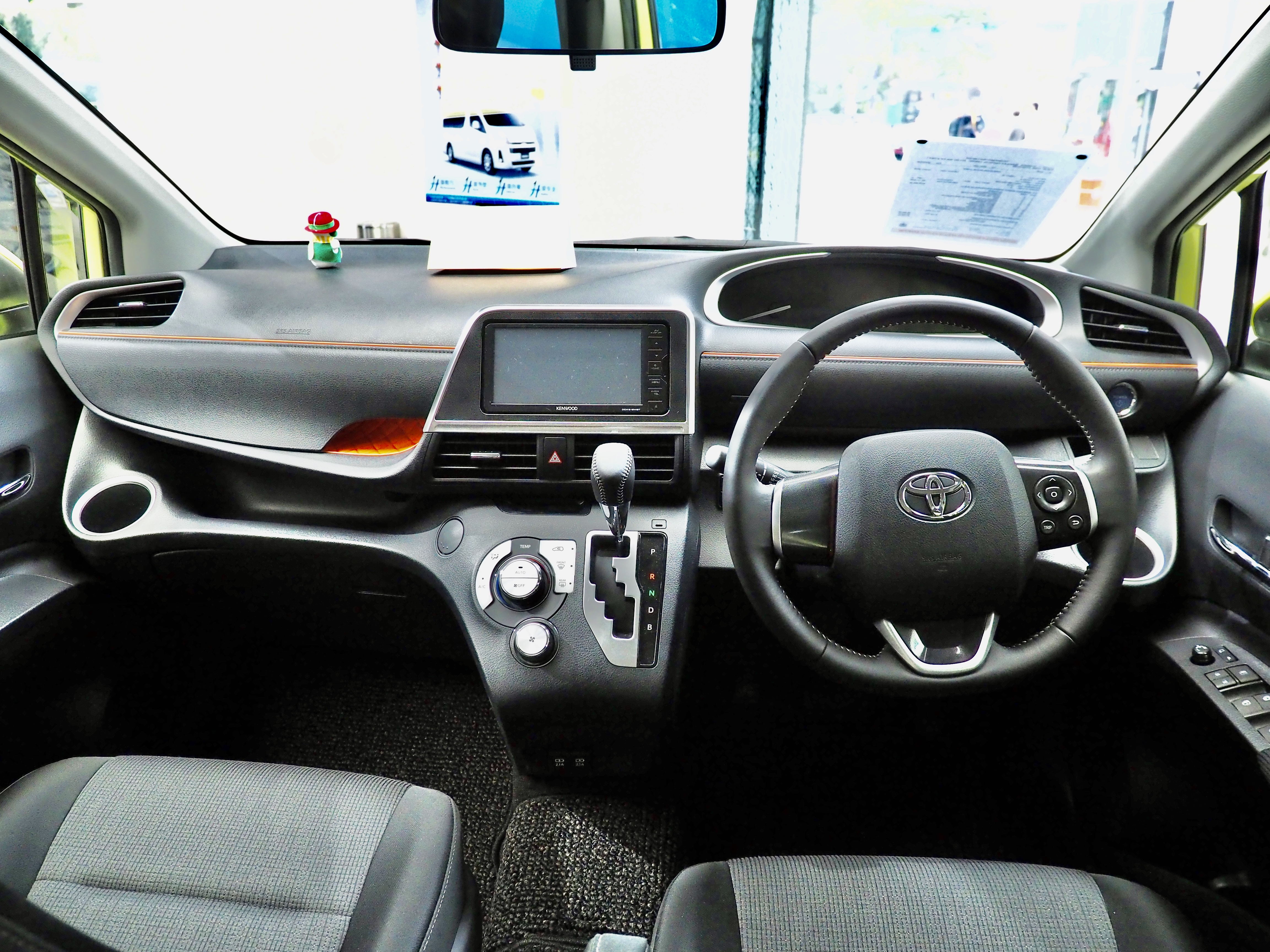
Интерьер

6 августа 2019 года продажи автомобилей начались в Таиланде, а 2 сентября 2019 года — в Индонезии.

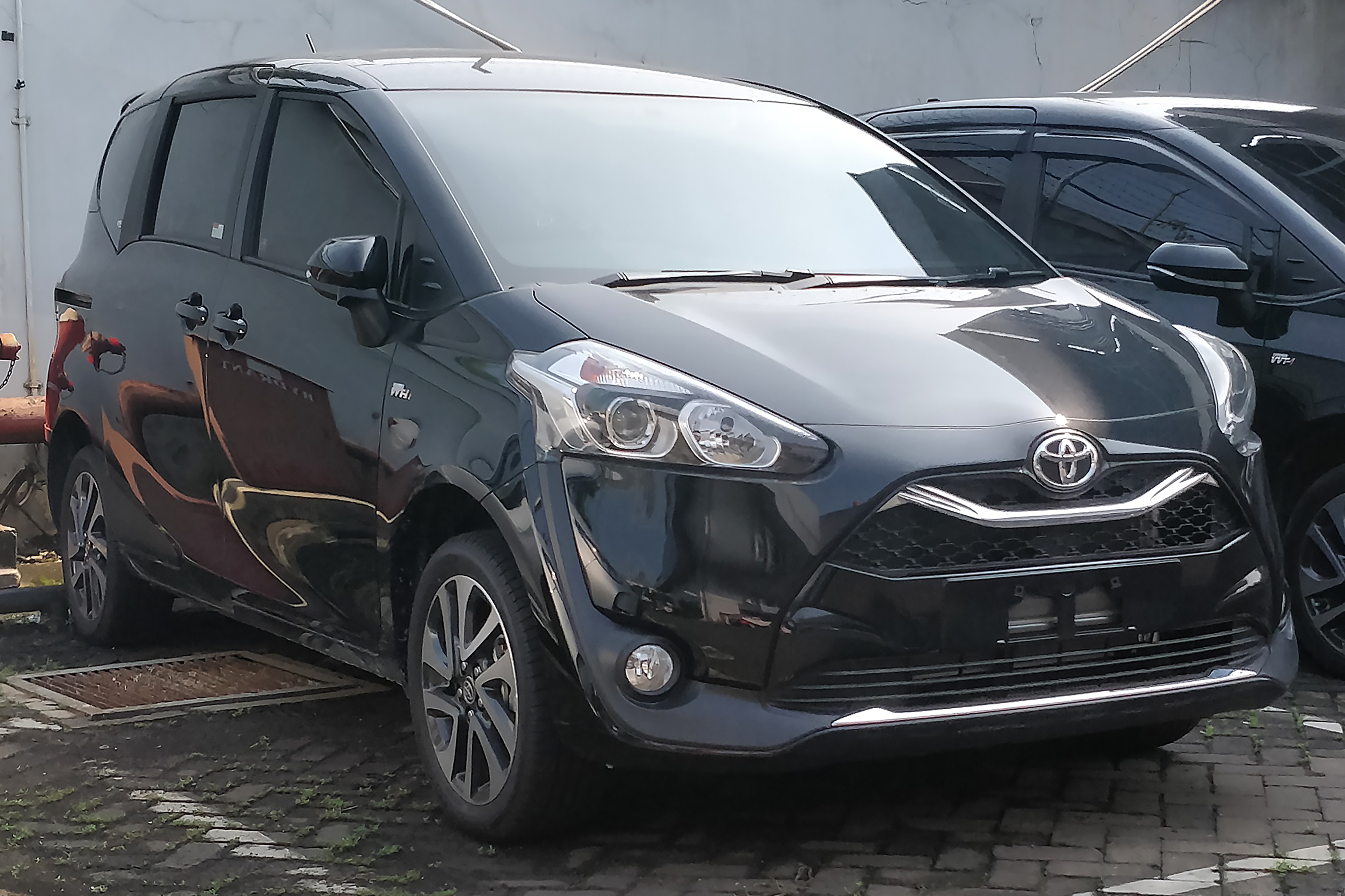
2021 Sienta 1.5 V (NSP170)
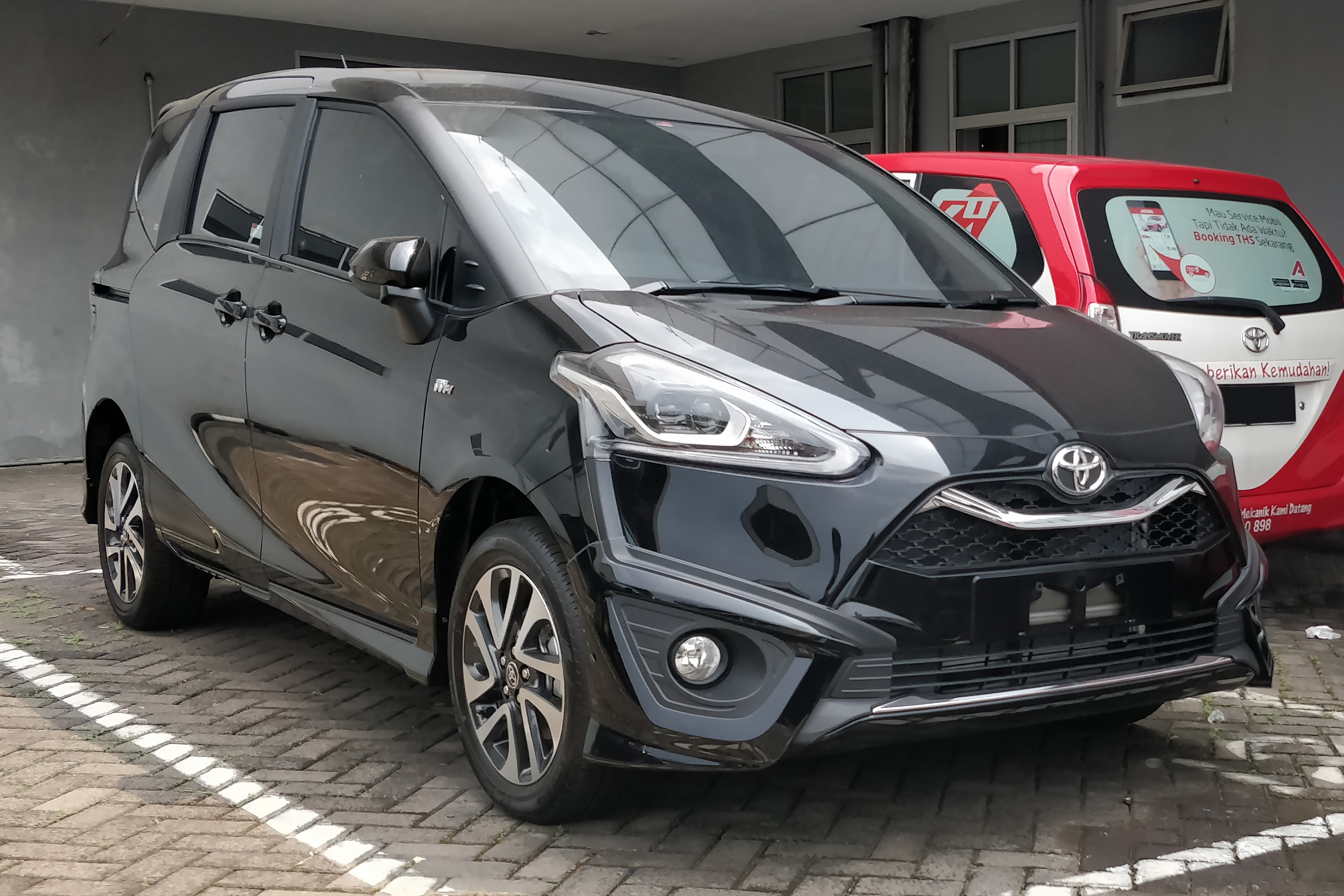
2021 Sienta 1.5 Q (NSP170)

## Третье поколение (XP210; 2022 — настоящее время)
Третье поколение Toyota Sienta было представлено 23 августа 2022 года. Автомобиль базирован на платформе GA-B вместе с Toyota Yaris (XP210) и выпускается в комплектациях X, G и Z. 6 октября 2022 года продажи начались в Сингапуре.

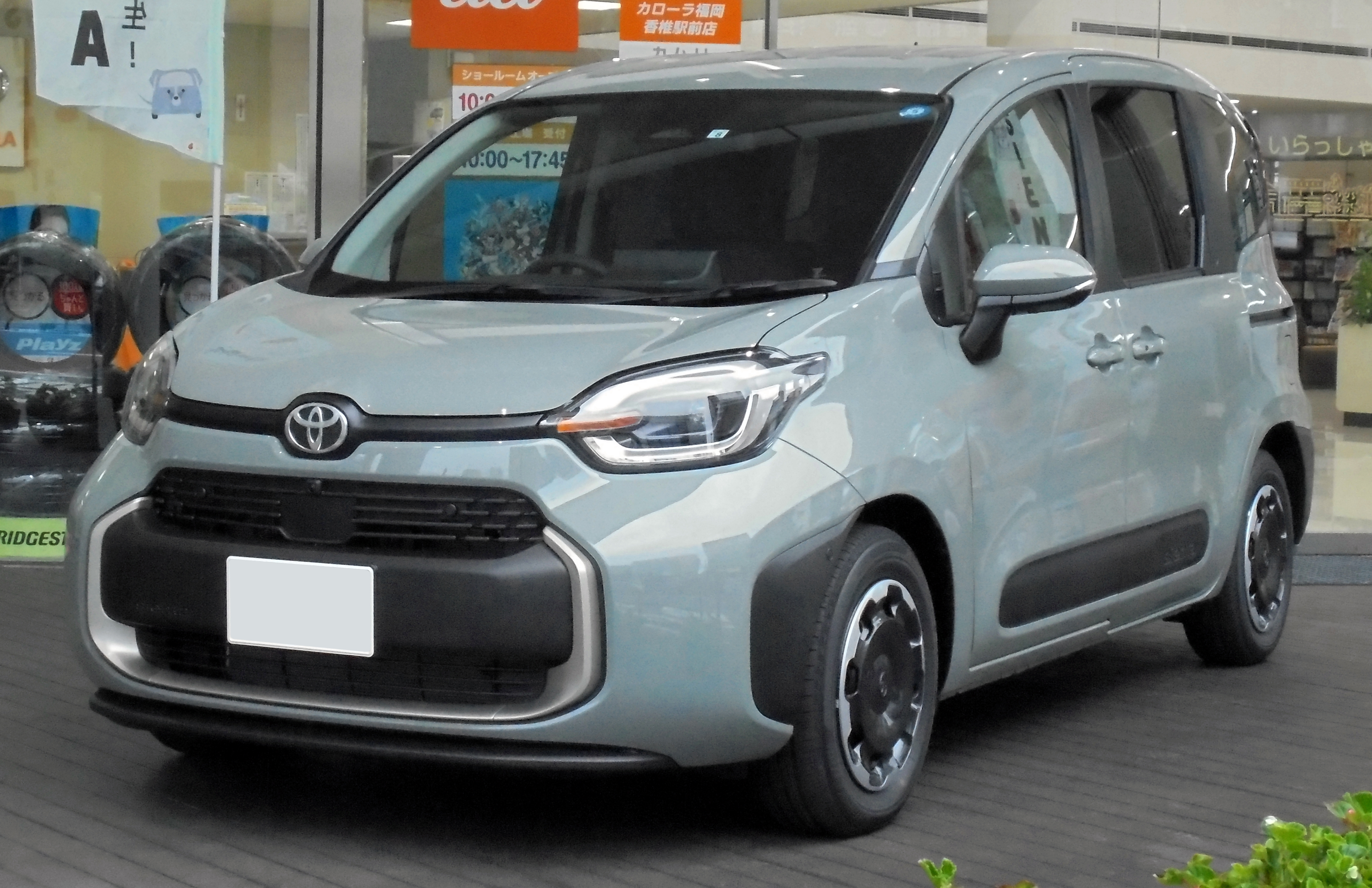
2022 Toyota Sienta Z 1.5 (5BA-MXPC10G)
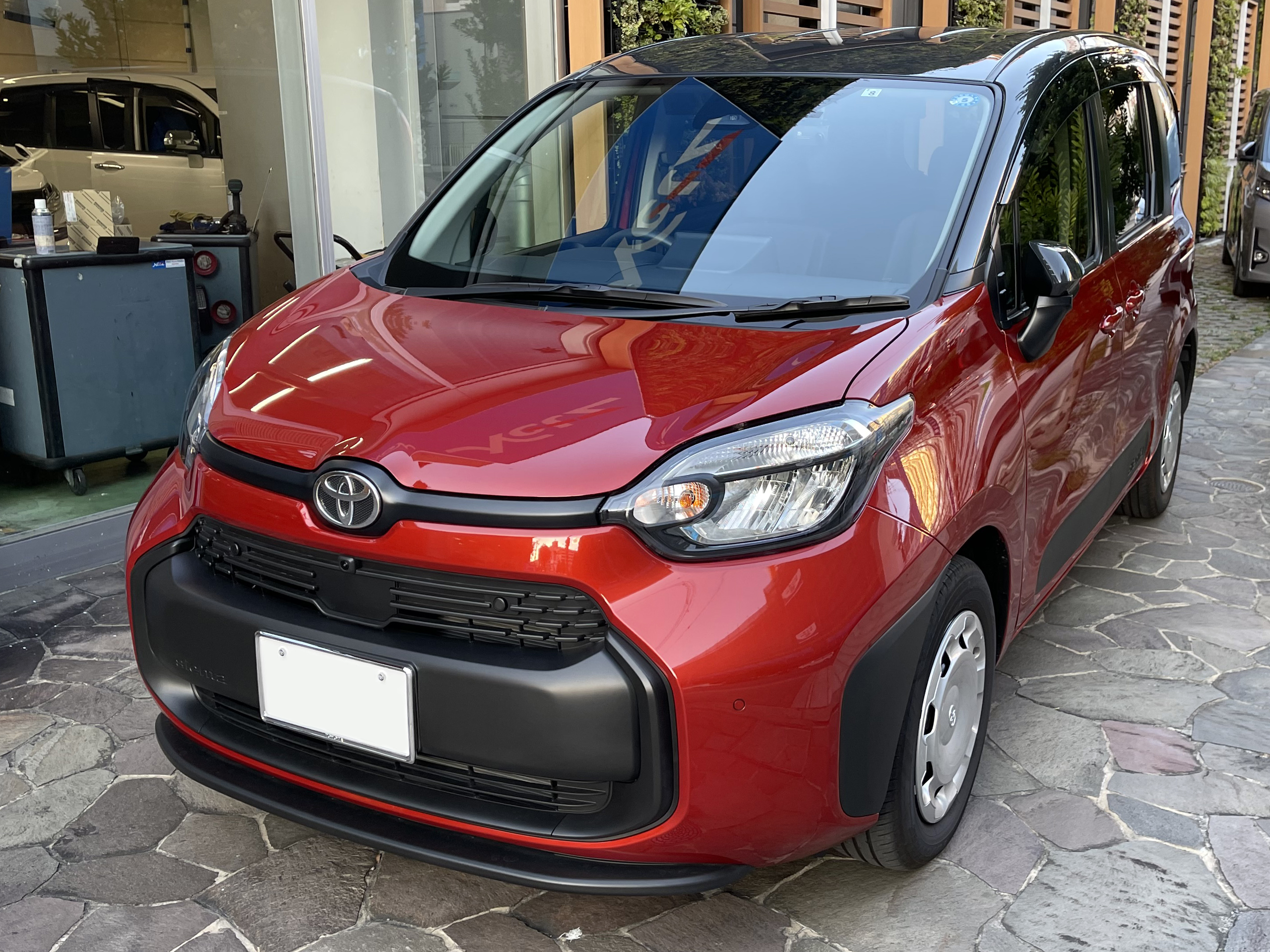
2022 Sienta G (MXPC10G)
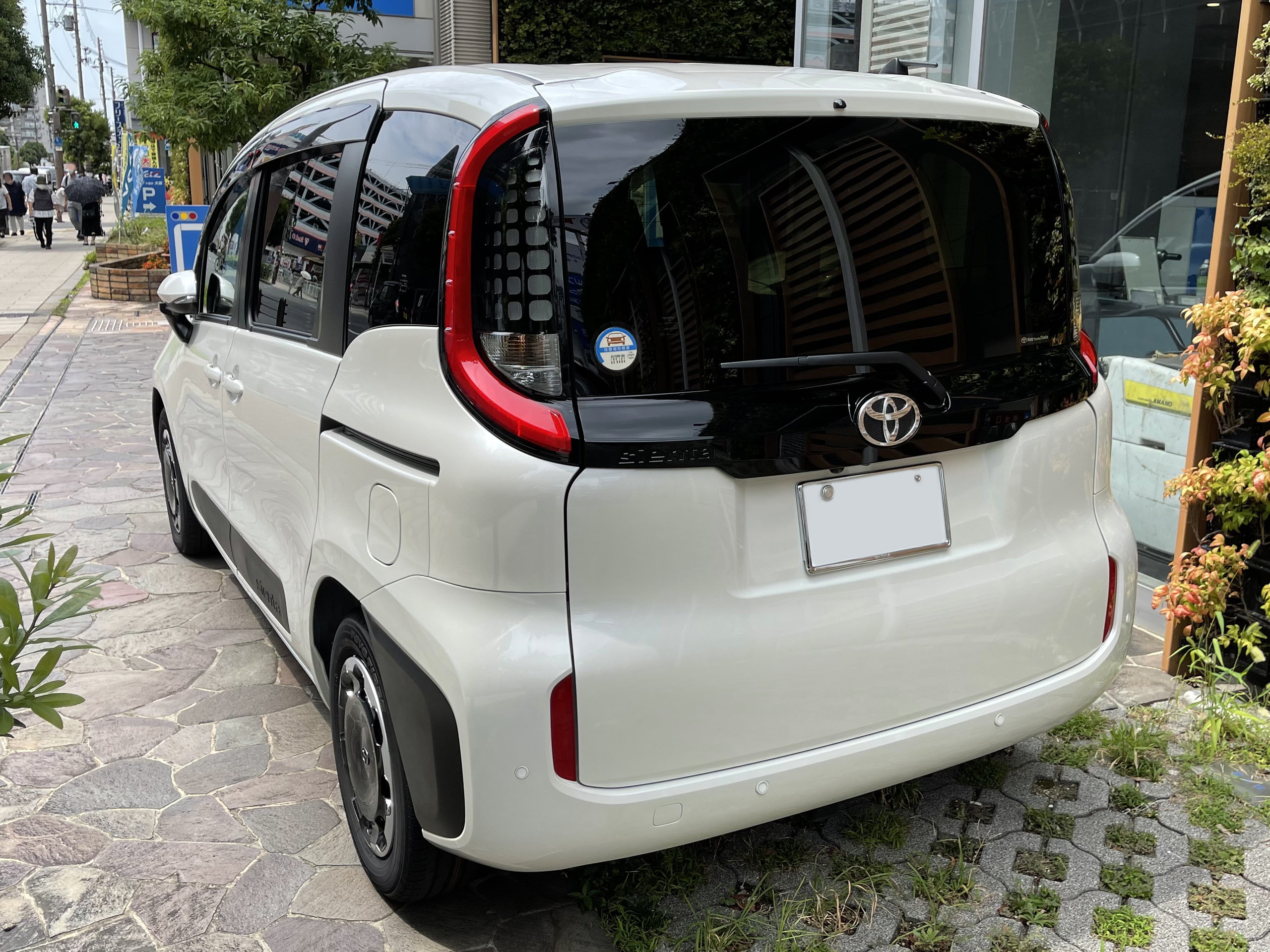
2022 Sienta Z (MXPC10G)
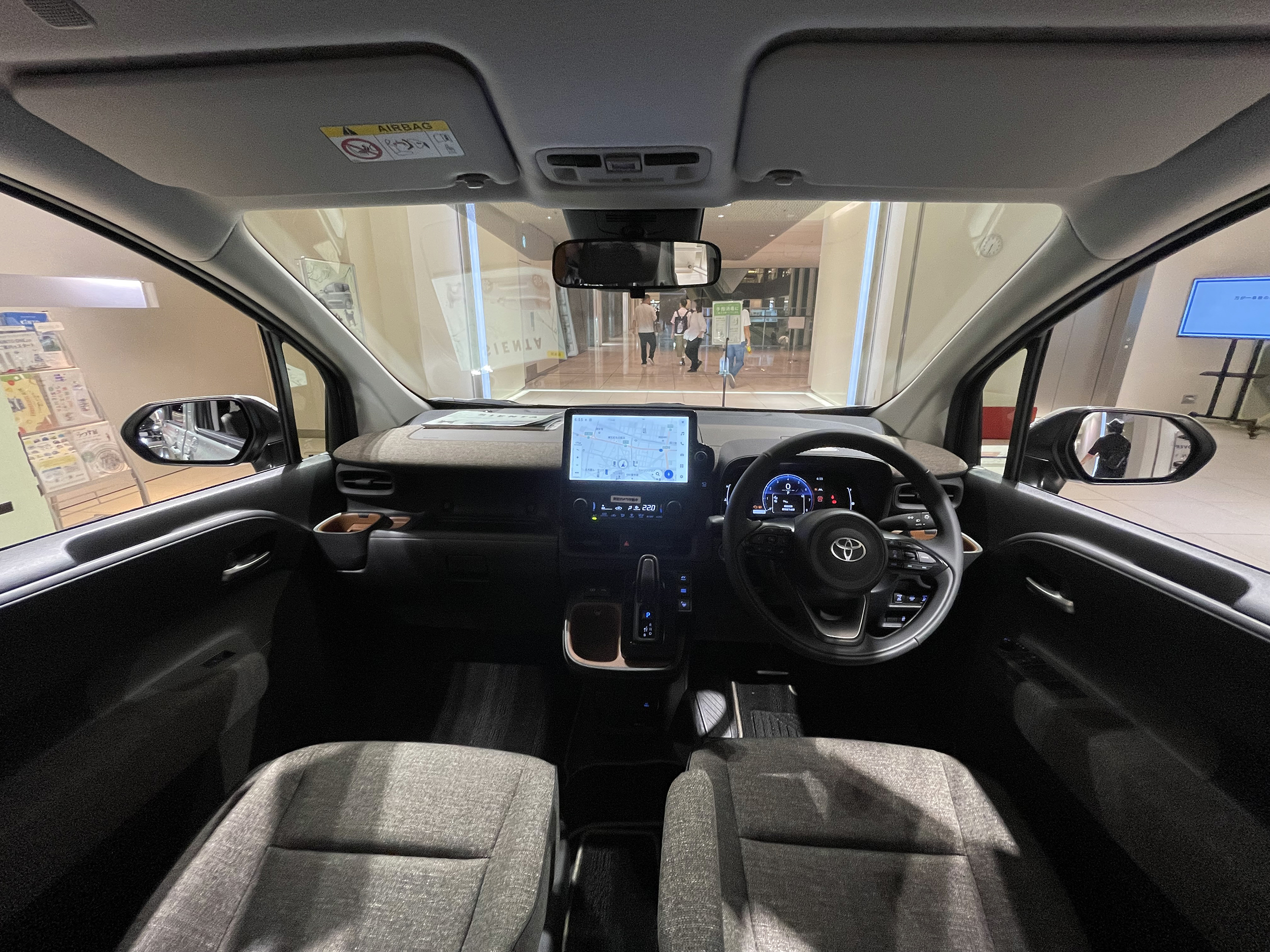
2022 Sienta Hybrid Z (интерьер)

## Продажи
| Год  | Япония  | Тайвань | Индонезия | Таиланд |
| ---- | ------- | ------- | --------- | ------- |
| 2003 | 26,603  |         |           |         |
| 2004 | 67,551  |         |           |         |
| 2005 | 51,142  |         |           |         |
| 2006 | 38,970  |         |           |         |
| 2007 | 35,033  |         |           |         |
| 2008 | 34,809  |         |           |         |
| 2009 | 31,805  |         |           |         |
| 2010 | 28,383  |         |           |         |
| 2011 | 20,986  |         |           |         |
| 2012 | 29,926  |         |           |         |
| 2013 | 22,371  |         |           |         |
| 2014 | 17,744  |         |           |         |
| 2015 | 63,904  |         |           |         |
| 2016 | 125,832 | 2,581   | 17,935    | 2,356   |
| 2017 | 96,847  | 14,577  | 15,835    | 6,426   |
| 2018 | 94,048  | 15,699  | 5,113     | 5,533   |
| 2019 | 110,880 |         | 1,030     | 4,531   |
| 2020 | 72,689  | 11,472  | 393       |         |
| 2021 | 57,802  |         | 841       |         |
| 2022 | 68,922  |         | 99        |         |